# Дети меньшего бога (фильм)
«Дети меньшего бога» или «Дети тишины» (англ. Children of a Lesser God) — драматический кинофильм режиссёра Рэнды Хейнс, премьера которого состоялась в 1986 году. Экранизация одноимённой пьесы Марка Медоффа. Исполнительница главной роли Сары Норман Марли Мэтлин за актёрскую работу в картине получила премию Голливудской ассоциации иностранной прессы «Золотой глобус» в категории «Лучшая актриса главной роли в драматической картине» и награду Американской академии «Оскар» в категории «Лучшая актриса главной роли», став таким образом самой молодой обладательницей этой награды в данной категории,  а также первой и единственной глухой актрисой, получившей данную награду.

## Сюжет
Уильям Хёрт исполняет роль учителя Джеймса Лидса. Лидс — особенный педагог: он преподаёт в школе для глухих. Джеймс, опытный и тонкий психолог, блестяще владеет языком «детей тишины»: удивительным языком жестов, пауз и взглядов. К каждому из своих учеников он терпеливо и тактично ищет свой единственный и неповторимый подход.
Одной из учениц Джеймса становится прекрасная девушка по имени Сара (Мэтлин), потерявшая слух в детстве, ожесточённая и упрямая. Учитель сумел достучаться до души и сердца девушки, потеряв, однако, свой сердечный покой.

## В ролях
- Уильям Хёрт — Джеймс Лидс
- Марли Мэтлин — Сара Норман
- Филип Боско — доктор Кёртис Фрэнклин
- Пайпер Лори — миссис Норман
- Эллисон Гомпф — Лидия
- Джон Клири — Джонни
- Филип Холмс — Глен

## Награды и номинации
- 1986 — фильм вошёл в десятку лучших фильмов года по версии Национального совета кинокритиков США.
- 1986 — номинация на премию Ассоциации кинокритиков Лос-Анджелеса лучшей актрисе (Марли Мэтлин).
- 1987 — номинация на премию Гильдии сценаристов США за лучший адаптированный сценарий (Хеспер Андерсон, Марк Медофф).
- 1987 — премия «Золотой глобус» за лучшую женскую роль в драме (Марли Мэтлин) и две номинации: лучший драматический фильм и лучшая мужская роль в драме (Уильям Хёрт).
- 1987 — номинация на премию Гильдии режиссёров США за лучшую режиссёрскую работу (Рэнда Хейнс).
- 1987 — два приза Берлинского кинофестиваля: приз читателей газеты Berliner Morgenpost и «Серебряный медведь» за выдающийся художественный вклад (Рэнда Хейнс), участие в основной конкурсной программе.
- 1987 — номинация на премию BAFTA за лучший адаптированный сценарий (Хеспер Андерсон, Марк Медофф).
- 1987 — премия «Оскар» за лучшую женскую роль (Марли Мэтлин) и четыре номинации: лучший фильм (Берт Шугармен, Патрик Палмер), лучшая мужская роль (Уильям Хёрт), лучшая женская роль второго плана (Пайпер Лори) и лучший адаптированный сценарий (Хеспер Андерсон, Марк Медофф).